# 臺南市私立長榮女子高級中學
臺南市私立長榮女子高級中學，簡稱長榮女中，位於中華民國臺南市東區，創校於1887年，為臺灣第一所女子學校。目前學校內有四個技職科別，分別為美容科、時尚造型科、餐飲管理科及觀光事業科。2015年起4個科開始招收男生，現為技術型高中。。

## 校史

### 創校歷程
長老教會來臺後，李庥牧師夫婦積極籌備設校，李庥過世後其妻接手，但因病而在1884年返回英國，由女性宣教士朱約安（Miss Joan Stuart） 、與文安（Miss Annie e. Butler）繼承創校事宜。新樓女學校創校後，兩人與萬真珠輪流主持校務，而當其中一位負責校務時，另外二位則前往新樓醫館或去鄉村巡迴，直到日治時期1903年時英國女宣教會派盧仁愛（J.A.Lloyd）前來擔任第一任校長為止，校名也改為「長老教女學校」。1918年，原有校舍已不敷使用，於是在努力募款後買下了今天校地，而新校舍則在1923年11月完工並於該月28日舉行落成典禮。而在1927年時因盧仁愛校長轉任神學院女子部，而由吳瓅志（J.W.Galt）出任第二任校長，其任內廢除了小學部，使該校成為完全的中學校。但後來因太平洋戰爭等因素，吳瓅志被迫離職返回英國，由日籍人士出任校長，並於1939年改為「長榮高等女學校」。二次大戰結束進入民國時期後，改為「私立長榮女子中學」。

## 外部連結
- 臺南市私立長榮女子高級中學 （页面存档备份，存于）

22°59′27.85″N 120°13′16.16″E / 22.9910694°N 120.2211556°E